# ヒート・ウェイヴ
「ヒート・ウェイヴ」（Heat Wave）は、マーサ&ザ・ヴァンデラスのシングル。作曲はホーランド＝ドジャー＝ホーランド。1963年7月にモータウンのサブレーベル、ゴーディーからリリースされ、Billboard Hot 100で4位、Billboard Hot R&Bで1位を獲得した。同曲は後にリンダ・ロンシュタットが1975年のプラチナアルバム『哀しみのプリズナー』でカヴァーした。ロンシュタットのヴァージョンは1975年9月にシングルリリースされ、Billboard Hot 100で5位を獲得した。同曲はしばしば「(Love Is Like a) Heat Wave」と表記されるが、1963年のオリジナルでは「Heat Wave」のみの表記であった。

## ヴァンデラスによるオリジナル
「ヒート・ウェイヴ」はモータウンの作曲チームであるホーランド＝ドジャー＝ホーランドが製作した曲の一つであり、彼らとマーサ&ザ・ヴァンデラスのコラボレーションによる「カム・アンド・ゲット・ジーズ・メモリーズ」に続く2番目のヒット曲であった。歌詞の内容は恋に落ちた女性の自らの心の内を語るものであり、「心の中で燃え上がる欲望は『熱波』のよう"Something inside Starts to burnin' And I'm filled with desire" "Just like a heatwave"」「愛ってこういうものなのかしら？"is this the way love's supposed to be?"」と歌われている。
本作はゴスペルのバックビート、ジャズ風の演奏、ドゥーワップの掛け合いが特徴で、後に「モータウン・サウンド」として確立する音楽スタイルを提示した初期の曲の一つであった。シングルはBillboard Hot 100で最高4位、Billboard R&B Singles Chartで最高1位を獲得した。また、この曲によってヴァンデラスは1964年のグラミー賞にノミネートされ、モータウン・グループとして初のノミネートとなった。このオリジナルはBillboard Hot 100で4位となったことで、最も成功したヴァージョンであった。
ラジオ用に編集されたいくつかのヴァージョンでは、エンディングのインストゥルメンタルによるリピート部分を短縮しており、その部分はサキソフォンと電子ピアノによる一つのキーの繰り返しである。

### パーソネル
- リードヴォーカル：マーサ・リーヴス
- バックヴォーカル：ロザリンド・アシュフォード、アネット・ベアード
- プロデュース：ブライアン・ホーランド、ラモント・ドジャー
- 作曲：ブライアン・ホーランド、ラモント・ドジャー、エドワード・ホーランド・ジュニア
- 演奏：ファンク・ブラザース
  - リチャード・"ピストル"・アレン（英語版）：ドラムス
  - ジェームス・ジェマーソン：ダブルベース
  - ジョー・ハンター：ピアノ
  - ロバート・ホワイト：ギター
  - エディ・ウィリス：ギター
  - アンドリュー・「マイク」テリー：サキソフォン

## カヴァー及び影響
「ヒート・ウェイヴ」の成功によりマーサ&ヴァンデラスとホーランド＝ドジャー＝ホーランドの人気は高まり、モータウンは音楽の一ジャンルとしての基盤を確たるものにした。曲はその後も多くのアーティストによってカヴァーされ、1966年にはシラ・ブラック、ルー・クリスティ、1967年にはレーベルメイトのスプリームス、ザ・ジャムは1979年のアルバム『セッティング・サンズ』、ザ・フーは初期のライブレパートリーと共にセカンドアルバム『ア・クイック・ワン』で、ジョーン・オズボーンはファンク・ブラザースのドキュメンタリー、『Standing in the Shadows of Motown』で、加えてブルース・スプリングスティーンもカヴァーした。また、ウーピー・ゴールドバーグも映画『天使にラブ・ソングを…』の中でカヴァーしている。この他にも映画『キャリー』（1976年）、『バックドラフト』、『アメリカン・グラフィティ2』で使用されている。テレビ番組『アメリカン・アイドル』でも5回カヴァーされ、キンバリー・ロック、ジェニファー・ハドソン、ヴォンゼル・ソロモン、リル・ラウンズ、シア・メギアが取り上げている。R&B歌手のソランジュ・ノウルズは2008年のシングル「I Decided」で、イギリスのバンドダヴズは2005年のシングル「Black and White Town」で「ヒート・ウェイヴ」をサンプリングしている。2010年8月にはフィル・コリンズがアルバム『ゴーイング・バック』でカヴァーしている。
2007年のDVD『The Lovin' Spoonful with John Sebastian - Do You Believe in Magic』では、作曲家のジョン・セバスチャンが1965年のラヴィン・スプーンフルのヒット曲「魔法を信じるかい?」での3コードのイントロを「ヒート・ウェイヴ」からどのようにして思いついたかを説明している。
2011年にチディー・バンは『Peanut Butter & Swelly』で「ヒート・ウェイヴ」をサンプリングした。
マーサ&ザ・ヴァンデラスのオリジナルヴァージョンは1970年の映画『真夜中のパーティ』の中で、登場人物が即興でラインダンスを行う場面で使用された。また2020年に再映画化された『ボーイズ・イン・ザ・バンド』でも使用された。
2014年12月2日、ブルース・スプリングスティーンとEストリート・バンドは、アデレードでのライヴのオープニングに「ヒート・ウェイヴ」を演奏した。

## リンダ・ロンシュタットによるカヴァー
リンダ・ロンシュタットは1975年のアルバム『哀しみのプリズナー』で「ヒート・ウェイヴ」を取り上げた。ロンシュタットのサイドマン、アンドリュー・ゴールドは「ローリング・ストーン」誌に「（彼女の）バンドはリンダの（ライヴ）セットに加えさせようとしていた...ある夜、ロングアイランドのクラブ、マイ・ファーザーズ・プレイスで私たちは6回のアンコールを受け、チューニングを始めた。バンドの一人が「ヒート・ウェイヴ」と叫び、私たちはそれを演奏した。（バンドは）ひどくずさんだったが、聴衆はそれを好んだ。だから、私たちはそれをセットに組み入れることにした。」と語った。
マイ・ファーザーズ・プレイスの支配人、マイケル・エプスタインは彼のクラブでロンシュタットが「ヒート・ウェイヴ」を歌ったことに責任があったと述べる。ロンシュタットが聴衆にアドバイスした後楽屋に戻り、彼女とバンドにはもうレパートリーが無かったため、エプスタインはロンシュタットに「ヒート・ウェイヴ」の歌詞を書き留めて、バンドにギターでいくつかのコードを押さえ方を教えてそれを演奏することを勧めた。
「ローリング・ストーン」誌の記事によれば、ロンシュタットのプロデューサー、ピーター・アッシャーの完璧主義が「「ヒート・ウェイヴ」のレコーディングにおける多くの作業につながり、それは昔のモータウンのミュージシャン達が1963年のマーサ&ザ・ヴァンデラスの曲を作り上げる過程とよく似ていた」とする。
ロンシュタットの1975年の最初のトップ10ヒットは、「悪いあなた」とエヴァリー・ブラザースの「ホエン・ウィル・アイ・ビー・ラヴド」のカヴァーであった（ロンシュタット盤の邦題は「いつになったら愛されるのかしら」）。アルバム『哀しみのプリズナー』からの最初のシングルはニール・ヤングのカヴァー「バラのいたずら」と、B面の「ヒート・ウェイヴ」であり、1975年8月にリリースされた。しかしながら、ラジオのDJは「ヒート・ウェイヴ」の方を好んで放送し、11月にはチャート5位を獲得する。一方「バラのいたずら」はC&Wラジオ局からの支持を受け、ビルボード誌のC&Wチャートで5位を獲得した。

### チャート順位
| チャート (1975)                 | 最高位 |
| ------------------------------- | ------ |
| U.S. Billboard Hot 100          | 5      |
| U.S. Billboard Easy Listening   | 19     |
| Canadian RPM Top Singles        | 12     |
| Canadian RPM Adult Contemporary | 12     |

## フィル・コリンズによるカヴァー
2010年、フィル・コリンズはカヴァーアルバム『ゴーイング・バック』で「ヒート・ウェイヴ」をカヴァー、アルバムからの第1弾シングルとしてリリースした。シングルリリースとしては5年ぶりの作品となった。キャロル・キング/ジェリー・ゴフィン作のタイトル曲「ゴーイング・バック」、同コンビによる「サム・オブ・ユア・ラヴィン」（両曲ともダスティ・スプリングフィールドがヒットさせた）、カーティス・メイフィールドの「トーキン・アバウト・マイ・ベイビー」の3曲を除いて、『ゴーイング・バック』の収録曲はモータウンのクラシックをリメイクしたものであり、そのセッションにはファンク・ブラザースのメンバー、ボブ・バビット、レイ・モネット、エディ・ウィリスが参加した。コリンズは「ファンク・ブラザースの生き残り3人が全てのトラックで演奏することができたなんて信じられなかった。彼らと「ヒート・ウェイヴ」を録音した瞬間、僕は幸福と驚きの波を経験し、自分に何が起こったのか不思議に感じたんだ！」と語った。
2010年7月31日、アトランティック・レコードはコリンズの「ヒート・ウェイヴ」をサポートするためミュージックビデオを発表した。ビデオはサポートミュージシャンやバックヴォーカルの大アンサンブルで曲を演奏した。

### 収録曲
1. ヒート・ウェイヴ (Love Is Like a) Heatwave - 2:53
2. ネヴァー・ドリームド・ユード・リーヴ・イン・サマー Never Dreamed You'd Leave in Summer - 2:59

### パーソネル
- フィル・コリンズ：ヴォーカル、ドラムス、パーカッション、キーボード
- ボブ・バビット：ベース
- エディ・ウィリス：ギター
- レイ・モネット：ギター
- コニー・ジャクソン、リン・フィドモント：バックヴォーカル
- フィル・トッド：バリトンサックス
- ジョン・アラム：トロンボーン
- ガイ・バーカー、トム・リーズ＝ロバーツ：トランペット
- グレーム・ブレヴィンズ：テナーサックス

### チャート順位
| チャート                          | 最高位 |
| --------------------------------- | ------ |
| オーストリア (Ö3 Austria Top 40)  | 52     |
| ドイツ (GfK Entertainment charts) | 30     |
| オランダ (Single Top 100)         | 82     |
| ベルギー (Ultratip Flanders)      | 16     |
| ベルギー (Ultratop 50 Wallonia)   | 39     |
| Japan Hot 100 (Billboard)         | 37     |
| US Adult Contemporary (Billboard) | 28     |

## 注
- Phil Collins "(Love Is Like a) Heatwave" - Discogs

## 参照
1. 1 2 3  Gilliland, John (1969). "Show 26 - The Soul Reformation: Phase two, the Motown story. [Part 5]" (audio). Pop Chronicles. University of North Texas Libraries.
2. ↑  Whitburn, Joel (2004). Top R&B/Hip-Hop Singles: 1942-2004. Record Research. p. 378; Discogs photo, accessed July 13, 2009. Archived 2009-07-20.
3. ↑  Whitburn, Joel (2004). Top R&B/Hip-Hop Singles: 1942-2004. Record Research. p. 378
4. ↑  45cat - Linda Ronstadt - Heat Wave / Love Is A Rose - Asylum - USA - E-45282
5. ↑  Phil Collins News
6. ↑  Digg - Phil Collins' '(Love Is Like a) Heatwave' Video Arrives Archived 2012年5月27日, at Archive.is
7. ↑  "Austriancharts.at – Phil Collins – (Love Is Like A) Heatwave" (in German). Ö3 Austria Top 40.
8. ↑  "Musicline.de – Phil Collins Single-Chartverfolgung" (in German). Media Control Charts. PhonoNet GmbH.
9. ↑  "Dutchcharts.nl – Phil Collins – (Love Is Like A) Heatwave" (in Dutch). Single Top 100.
10. ↑  "Ultratop.be – Phil Collins – (Love Is Like A) Heatwave" (in Dutch). Ultratip.
11. ↑  "Ultratop.be – Phil Collins – (Love Is Like A) Heatwave" (in French). Ultratop 50.
12. ↑   "Phil Collins Chart History (Adult Contemporary)". Billboard.